# گمینا ستانگن
گمینا ستانگن (به لهستانی:  Gmina Stanin) یک گمینا در لهستان است که در شهرستان ووکوف واقع شده‌است. گمینا ستانگن ۱۶۰٫۲۵ کیلومتر مربع مساحت و ۹٬۷۸۹ نفر جمعیت دارد.